# Fenestraria rhopalophylla
Fenestraria rhopalophylla is een plant uit de ijskruidfamilie (Aizoaceae). Het is een succulente plant uit Namibië, die verwant is aan de planten uit het geslacht Lithops. Fenestraria is een monotypisch geslacht. De botanische naam verwijst naar de blaadjes, die aan de bovenkant doorschijnend zijn.
De plant heeft knotsvormige, lichtgroene, 2-3 cm lange bladeren met doorschijnende toppen, die nauwelijks boven de aarde uitsteken. De plant vormt pollen tot 10 cm in doorsnee. De 3-4 cm brede bloemen zijn wit of geel (Fenestraria rhopalophylla subsp. aurantiaca, die vroeger als aparte soort werd beschouwd) en hebben lange, dunne kroonblaadjes. 
Fenestraria rhopalophylla kan in België en Nederland in de vensterbank worden gehouden. De plant moet druppelsgewijs water krijgen want bij te veel water gaat hij snel rotten. Hij moet op een lichte, luchtige plaats worden neergezet. Vermeerdering kan plaatsvinden door zaaien of scheuren van de pollen.